# Jay Chandrasekhar
Jayanth Jambulingam Chandrasekhar, meglio noto come Jay Chandrasekhar (Chicago, 9 aprile 1968), è un regista, sceneggiatore, attore e comico statunitense.

## Biografia
Di origini indiane, è di etnia tamil.

## Filmografia

### Cinema

#### Regista
- Puddle Cruiser (1996)
- Super Troopers  (2001)
- Vacanze di sangue  (2004)
- Hazzard  (2005)
- Festa della Birra   (2006)
- Held Up (2008) - Film TV
- Provetta d'amore (2012)
- Super Troopers 2 (2018)
- Easter Sunday (2022)
- Super Troopers 3: Winter Soldiers (2022)

## Doppiatori italiani
Nelle versioni in italiano delle opere in cui ha recitato, Jay Chandrasekhar è stato doppiato da:
- Teo Bellia in Super Troopers, Super Troopers 2
- Franco Mannella in Psych
- Stefano Mondini in  Provetta d’amore
- Federico Zanandrea in Community